# 와해성 기술
와해성 혁신(瓦解性革新, 영어: disruptive innovation)은 업계를 완전히 재편성하고 시장 대부분을 점유하게 될 신제품이나 서비스를 말한다.
초기에 핵심 시장이 요구하는 성능 조건을 만족시킬 정도로 우수하지 않지만, 파괴적 혁신 기업들은 더욱 매력적인 수익 마진을 추구하면서 자체적인 존속적 개선 경로를 따라 공격적으로 고급 시장에 진출 한다. 기존 기업의 제품들에 비해 저렴하며 사용이 간편하다. 기존 기업 시장의 중심부에서 떨어져 있는 지점에서 성장의 기회를 창출 한다. 이 용어를 처음으로 만든 사람은 클레이톤 크리스텐슨으로 그의 동역자들이 1995년에 사용하였으며, 21세기 초가 되어서 대중에게 영향을 미치기 시작하였다. 

## 같이 보기
- 블루오션전략
- 창조적 파괴
- 디지털 혁명
- 킬러 애플리케이션
- 진부화
- 패러다임의 전환
- 제품 수명 주기
- 기술 전략